# 女性化乳房
女性化乳房（じょせいかにゅうぼう、英: Gynecomastia）は、男性の胸が女性の乳房のように隆起する症状。それに伴い、乳首・乳輪も女性化し、稀に母乳のような乳汁分泌物があふれる場合もあるが、個人差がある。女性化乳腺（じょせいかにゅうせん）とも呼ばれる。最も多いのは、特に理由のない「特発性女性化乳房」であり、健康上の問題はなく、乳房が極端に大きくならない限り放置されることも多い。しかし乳癌の恐れや、後述の通り精巣腫瘍や肝機能低下の症状である可能性もある。

## 症状

思春期初期の男子にも見られ、女子の乳房のタナー段階III並になることも珍しくない。

女性化乳房は女性の胸の成長と同じように乳腺の発達で起こる。乳首の中にしこりができたようになり痛みもあるため乳癌と間違うこともある。男性が「乳首にしこりができた」と病院で診察を受けると女性化乳房であることがある。
思春期初期の男子にも見られ、女子の乳房のタナー段階III並になることも珍しくない。これは思春期初期に男性ホルモンに比べて女性ホルモンの分泌が相対的に多くなるためで、後に男性ホルモンの分泌が増えてくると1-2年で消失する。
乳首・乳輪付近に何かが接触したり体を揺すったりすると疼痛や痒みが生じたり、運動時などに乳揺れが生じる為にブラジャーなどが必要になる例もある。思春期初期の男子を除いて女性のブラジャーを着用時、アンダーバストが足りない為、メンズブラを着用する場合がある。その他にアンダーバストの制限が無い胸部分が2重になっているタンクトップ・ハーフトップ・キャミソールなどを着る場合やニプレスなどを貼り付ける場合もある。

## 原因

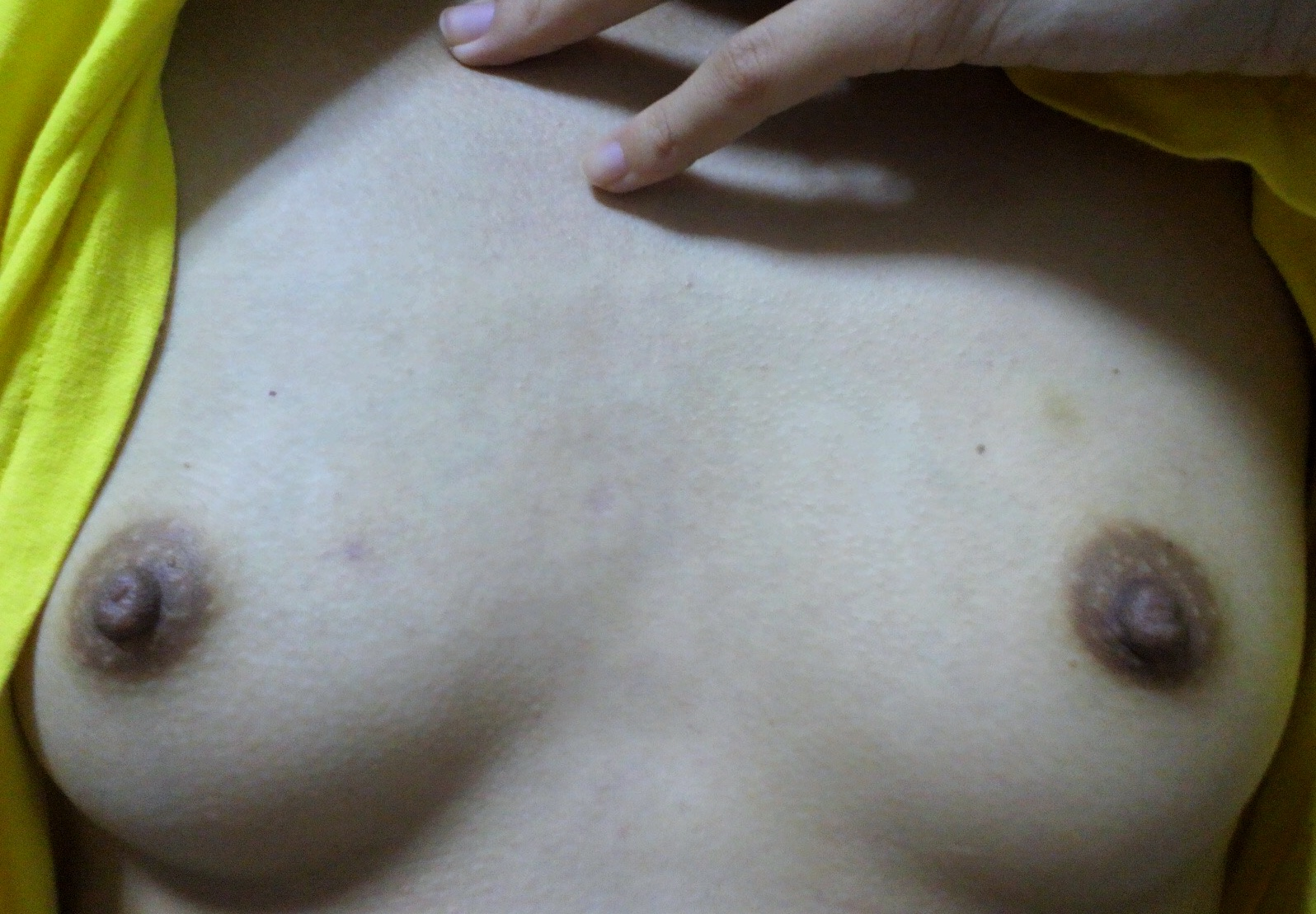
ホルモンバランスの乱れによって発症した、男性の女性化乳房(Aカップ相当)

ホルモンバランスの乱れ
肝機能の低下
男性にも女性ホルモンがあるが、肝臓で分解・処理される。肝機能が低下すると、女性ホルモンが増える。
薬剤の摂取
一部の医薬品には、女性ホルモンに似た作用がある。例として前立腺疾患治療薬、男性型禿髪症治療薬などが挙げられる。スルピリドやリスペリドンなど抗精神病薬が、高プロラクチン血症を起こすことも原因になる。
男性ホルモンの過剰投与
いわゆるドーピングにおいて男性ホルモンを過剰投与した場合、男性ホルモンが女性ホルモンに代謝されること（芳香化）があるため、男性の乳房が女性化する。
女性ホルモンの過剰投与
こちらもドーピングにおいて女性ホルモンを過剰投与した場合、乳腺が刺激されて胸が発達（ホルモン胸）する。
思春期や更年期のホルモンバランスの乱れ
思春期・更年期にはホルモンバランスが乱れることがある。
脳腫瘍
脳腫瘍のできる部位によっては、脳下垂体で生成されるホルモンであるプロラクチン量が増え、乳房の発達が誘発される。
前立腺肥大/前立腺癌
前立腺肥大（良性）と前立腺癌（悪性）の人は、そうでない人より黒線が多い。
その他
遺伝的要因
クラインフェルター症候群、アロマターゼ過剰症など。
原因不明（特発性女性化乳房）
顕著なホルモンバランスの崩れがみられないにもかかわらず、男性の乳房が肥大することがある。成人の女性化乳房の症例では、この特発性が最も多い。
精巣腫瘍

## 治療
消失しない場合の根治療法は手術による切除となる。手術は乳輪の半周を切開し、そこから乳腺と脂肪を除去する。自由診療の美容整形外科病院の場合は部分麻酔で日帰り手術が主体のようだが、大学病院や一般病院では大きさによっては全身麻酔で、4日〜7日間の入院が必要となる場合もある。術後数日間はドレン（術後創部に血が溜まるのを防ぐため体外に排出する管）を留置する場合が多いので、入院のほうが安心であると言える。
術後再び腫れることもあるが再発ではなく、時間が経つにつれ約1ヶ月程度で腫れは引き、乳輪が出た状態は消える。腫れを予防するには圧迫することが重要と言われている。

### 偽性女性化乳房
美容整形外科によっては、肥満で乳部が脂肪により肥大化することを「偽性女性化乳房」と呼び、本来の女性化乳房を「真性女性化乳房」と呼ぶ。また両方の発達による混合タイプもある。
- 偽性女性化乳房 - 皮下脂肪が多い事が原因。治療は脂肪吸引を行う。
- 真性女性化乳房 - 乳腺の発達が原因。通常の保険診療同様の乳腺切除法を行う。
- 混合タイプ - 上記の2つを行う。

乳房の下垂が強い場合には乳房切断術および乳輪・乳頭の移植術を行うこともある。